# 関市立寺尾小学校
関市立寺尾小学校（せきしりつ てらおしょうがっこう）とは、かつて岐阜県関市にあった公立小学校。

## 概要
- 通学区域は武芸川町谷口の一部（寺尾地区）であり、公立中学校の進学先は関市立武芸川中学校である[1]。
- 寺尾地区は寺尾峠を挟んで武芸小学校から約6km離れていることもあり、小規模校ではあるが存続していたが、2023年（令和5年）3月に武芸小学校に統合され廃校。

## 沿革
- 1873年（明治6年） - 啓蒙館が開校。
- 1879年（明治12年） - 谷口村玉芻小学校[2]寺尾分教場となる。
- 1886年（明治19年） - 寺尾簡易科小学校として分離独立する。
- 1889年（明治22年）7月1日 - 宇多院村、平村、谷口村が合併し、東武芸村が発足。
- 1892年（明治25年） - 東武芸村立寺尾尋常小学校に改称する。
- 1907年（明治40年） - 現在地に移転する。
- 1941年（昭和16年） - 寺尾国民学校に改称する。
- 1947年（昭和22年）
  - - 東武芸村立寺尾小学校に改称する。
  - - 寺尾小学校の校舎内に、東武芸村東武芸中学校[3]寺尾分校が開校する。
- 1956年（昭和31年）9月29日 - 東武芸村と南武芸村の大部分とが新規合併し、武芸村となる。これに伴い、武芸村立寺尾小学校に改称する。
- 1957年（昭和32年） - 学校組合立武芸中学校寺尾分校が博愛中学校寺尾分校になる。
- 1964年（昭和39年） - 中学校統合により、武芸村立博愛中学校寺尾分校となる。
- 1965年（昭和40年）
  - 4月1日 - 町制施行にともない改称し武芸川町となる。同時に武芸川町立寺尾小学校、及び武芸川町立博愛中学校寺尾分校となる。
  - 8月31日 - 武芸川町内の中学校統合により、博愛中学校寺尾分校は廃止。
- 1989年（平成元年） - 新校舎完成。
- 1990年（平成2年） - 体育館完成。
- 2005年（平成17年）2月7日 - 武芸川町が関市に編入される。同時に関市立寺尾小学校に改称する。
- 2023年（令和5年）
  - 3月25日 - 閉校式を行う[4]。
  - 3月31日 - 廃校。